# Nordic Vikings
Stockholm Nordic Vikings var ett svenskt lag inom amerikansk fotboll. De spelade i den halvprofessionella Football League of Europe 1994-1995. Nordic Vikings vann ligan båda åren. Finalen 1994 spelades på Volkparkstadion i Hamburg mot Hamburg Blue Devils inför 18 000 åskådare med bevakning från fem TV-kanaler. Finalen 1995 spelades på Nordic Vikings hemmaarena Stockholms stadion mot Bergamo Lions. Huvudtränare var Mike Wyatt.

### Fotnoter
1. ↑  Jahresrückblick 1994 - Huddle.de (tyska)